# گنیلا
گنیلا (به لاتین: Gniła) یک منطقهٔ مسکونی در لهستان است که در گمینا دوبژنگوو دوژه واقع شده‌است. گنیلا ۴۹۰ نفر جمعیت دارد.